# توپ و تور
توپ و تور ویژه برنامه پخش و تحلیل و بررسی مسابقات والیبال، بسکتبال و هندبال است. این برنامه با تهیه‌کنندگی و اجرای بهزاد کاویانی پخش می‌شود.
پخش آیتم‌های مختلف و جذاب متناسب با زمان، گرافیک و معرفی کشورهای حاضر در رقابت‌های لیگ به تصویر کشیده خواهد شد و با حضور کارشناسان، تحلیل فنی مسابقات به صورت تخصصی در هر بازی انجام می‌شود.